# Phyteuma huteri
Phyteuma huteri är en klockväxtart som beskrevs av Josef Murr. Phyteuma huteri ingår i släktet rapunkler, och familjen klockväxter. Inga underarter finns listade i Catalogue of Life.